# 大隅 (大阪市)
大隅（おおすみ）は、大阪府大阪市東淀川区にある町名。現行行政地名は大隅一丁目および大隅二丁目。

## 地理
東淀川区の東部に位置し、横長に延びている。南に大桐、北に瑞光、西に豊新と接している。

## 歴史
1980年（昭和55年）2月に住居表示が実施され、元の西大道町一～三丁目・大隅通一、二丁目の各一部を大隅に改称。難波八十島のひとつに数えられる大隅島を由来とする。島内に位置したとされる応神天皇の離宮・大隅宮に起源を求める大隅神社は隣接する大桐五丁目に建立されている。

## 世帯数と人口
2019年（平成31年）3月31日現在の世帯数と人口は以下の通りである。
| 丁目       | 世帯数  | 人口    |
| ---------- | ------- | ------- |
| 大隅一丁目 | 625世帯 | 954人   |
| 大隅二丁目 | 118世帯 | 231人   |
| 計         | 743世帯 | 1,185人 |

### 人口の変遷
国勢調査による人口の推移。
| 1995年（平成7年）  | 1,378人 | [ 8 ]  |  |
| 2000年（平成12年） | 1,300人 | [ 9 ]  |  |
| 2005年（平成17年） | 1,194人 | [ 10 ] |  |
| 2010年（平成22年） | 1,161人 | [ 11 ] |  |
| 2015年（平成27年） | 1,237人 | [ 12 ] |  |

### 世帯数の変遷
国勢調査による世帯数の推移。
| 1995年（平成7年）  | 755世帯 | [ 8 ]  |  |
| 2000年（平成12年） | 723世帯 | [ 9 ]  |  |
| 2005年（平成17年） | 658世帯 | [ 10 ] |  |
| 2010年（平成22年） | 659世帯 | [ 11 ] |  |
| 2015年（平成27年） | 676世帯 | [ 12 ] |  |

## 事業所
2016年（平成28年）現在の経済センサス調査による事業所数と従業員数は以下の通りである。
| 丁目       | 事業所数  | 従業員数 |
| ---------- | --------- | -------- |
| 大隅一丁目 | 96事業所  | 935人    |
| 大隅二丁目 | 19事業所  | 462人    |
| 計         | 115事業所 | 1,397人  |

## 交通
- 国道479号
- 大阪府道16号大阪高槻線

## 施設
- 大阪経済大学
- 日本理工情報専門学校
- 大阪市立大隅西小学校
- かみしんプラザ
  - 平和堂 フレンドマートかみしんプラザ店

## その他

### 日本郵便
- 〒533-0015[3]（集配局：東淀川郵便局[14]）